# In sonce je obstalo
Bevkov roman In sonce je obstalo (Pomurska založba, 1963) obsega 56.980 besed (185 strani) in 50 poglavij.

## Zgodba
Dora Humar je učiteljica, ki goji čustva do Vinka Logarja in živi skupaj s svojim bratom Ivanom in njegovo ženo Zofijo. Zakonca v zakonu nista več srečna, saj se Zofija rada spogleduje z drugimi moškimi, še posebej pa ji je všeč dijak Peršič. Nekega dne po predavanju dijaka Peršiča, knjižnico, kjer je bilo predavanje, skupaj zapustijo Dora, Vinko, Zofija in Peršič. Tisti večer se poljubita tako Dora in Vinko, kot tudi Zofija in Peršič. Zofijin mož globoko v sebi ve, da ga žena vara, zato se odloči, da bosta poletje preživela v hribih, kjer se je rodil. Tam se zopet zbližata. Čez čas se jima pridruži Dora, z njo pa pride tudi Vinko, ki ostane samo tri dni. Ko se Dora vrne v mesto, se začenja vojna. Logarja zaprejo, Peršič pa je poklican v vojsko. Ravno na dan njegovega odhoda se Ivan in Zofija vrneta v mesto, srečajo se na postaji in Zofija in Peršič se poslovita. Dora se čez čas vrne v hribe. Čez nekaj mesecev se pride k njej poslovit Logar, ki tudi odhaja v vojsko. Čez čas mora branit svojo domovino še Ivan. Da Zofija ne bi bila sama, k njej pride Dora. Dora in Vinko si ves čas vojne pišeta pisma in se spodbujata. Peršič si med vojno najde ženo Marusjo. Moral bi jo sicer ubiti, ker je bila vohunka, vendar tega ne stori, ker se mu zasmili. Zofija medtem umre za neko boleznijo. Ko je vojne konec, se Logar vrne domov k Dori in z njo odpotuje proti Gorici. Šel se bo bojevat še za Koroško.

## Kritike, polemike, literarna zgodovina
»Roman, ki je bliže povesti, se odvija med prvo svetovno vojno deloma na Goriškem, deloma na bojiščih in drugod, kamor je vojna vihra raztepla goriške vojake in begujice. Štiri leta traja to romanje, trpljenje in hrepenenje po domu, vrsta ljudi je prizadeta in njihove usode se prepletajo, tečejo vzporedno, se začenjajo in končujejo in vse skupaj sestavlja zgodbo. Ta je precej razgibana, saj je znano, da je Bevk dober fabulist, pogosto pa mu manjka polnokrvnih ljudi in umetniške sile.
Tudi v tem delu vse osebe niso dovolj izdelane in ne zažive na papirju, še več, ne prepričujejo. Dogajanje je preveč premočrtno, nekateri prizori sploh ne spadajo sem, ker niso bistveno povezani s celotno zgodbo. V delu Bevk ne dosega svojega viška.« (Meddobje = Entresiglo 6/1-3 (1966))
Roman je prvič izšel v Ljubljanskem zvonu 1931 pod naslovom In solnce je obstalo. S številko je označenih 51 poglavij, zadnji dve poglavji pa sta označeni kot predzadnje in zadnje. V knjižni izdaji 1963 je samo petdeset poglavij. Zgodba je ista, jezikovna realizacija pa je drugačna.